# USS Brinkley Bass (DD-887)
USS Brinkley Bass (DD-887) – amerykański niszczyciel typu Gearing. Został nazwany na cześć kmdr ppor. US Navy Harry'ego Brinkleya Bassa (1916–1944), który zginął w czasie akcji podczas inwazji na południową Francję 20 sierpnia 1944.
Stępkę okrętu położono w stoczni Consolidated Steel Corporation w Orange w Teksasie 20 grudnia 1944. Został zwodowany 26 maja 1945, matką chrzestną została pani Percy Bass, matka Harry'ego Bassa. Jednostka weszła do służby 1 października 1945.
„Brinkley Bass” operował w składzie 7 Floty wspierając siły Narodów Zjednoczonych w czasie wojny koreańskiej. Służył jako okręt dozorujący samoloty na Yankee Station w Zatoce Tonkińskiej, brał udział w operacji „Sea Dragon”, brał udział w patrolach i operacjach ratowniczych, udzielał wsparcia artyleryjskiego oddziałom na lądzie w czasie wojny w Wietnamie.
Okręt został wycofany ze służby i skreślony z listy floty 3 grudnia 1973. Został przekazany Brazylii i przemianowany na „Mariz e Barros” (D-26). Wycofany ze służby 1 września 1997 służył jako stacjonarny okręt szkolny do czasu zatopienia jako okręt-cel.